# Diodórosz (eposzköltő)
Erüthrai Diodórosz (i. e. 7. század – ?, ?) görög eposzköltő az Iliasz mikra című epikus ciklus feltételezett költője.